# Niederhollabrunn
Niederhollabrunn je městys v Rakousku ve spolkové zemi Dolní Rakousy v okrese Korneuburg.

## Geografie

### Geografická poloha
Niederhollabrunn se nachází ve spolkové zemi Dolní Rakousy v regionu Weinviertel. Leží přibližně 10 km severně od okresního města Korneuburg. Rozloha území městyse činí 50,36 km², z nichž 18,4 % je zalesněných.

### Části obce
Území městyse Niederhollabrunn se skládá z pěti částí (v závorce uveden počet obyvatel k 1. 1. 2015):
- Bruderndorf (273)
- Haselbach (178)
- Niederfellabrunn (317)
- Niederhollabrunn (640)
- Streitdorf (160)

### Sousední obce
- na severu: Großmugl, Ernstbrunn
- na východu: Großrußbach
- na jihu: Harmannsdorf, Leobendorf, Leitzersdorf
- na západu: Sierndorf

## Politika

### Obecní zastupitelstvo
Obecní zastupitelstvo se skládá z 19 členů. Od komunálních voleb v roce 2015 zastávají následující strany tyto mandáty:
- 9 ÖVP
- 5 LSP
- 4 SPÖ
- 1 FPÖ

### Starosta
Nynějším starostou městyse Niederhollabrunn je Jürgen Duffek ze strany ÖVP.

## Galerie

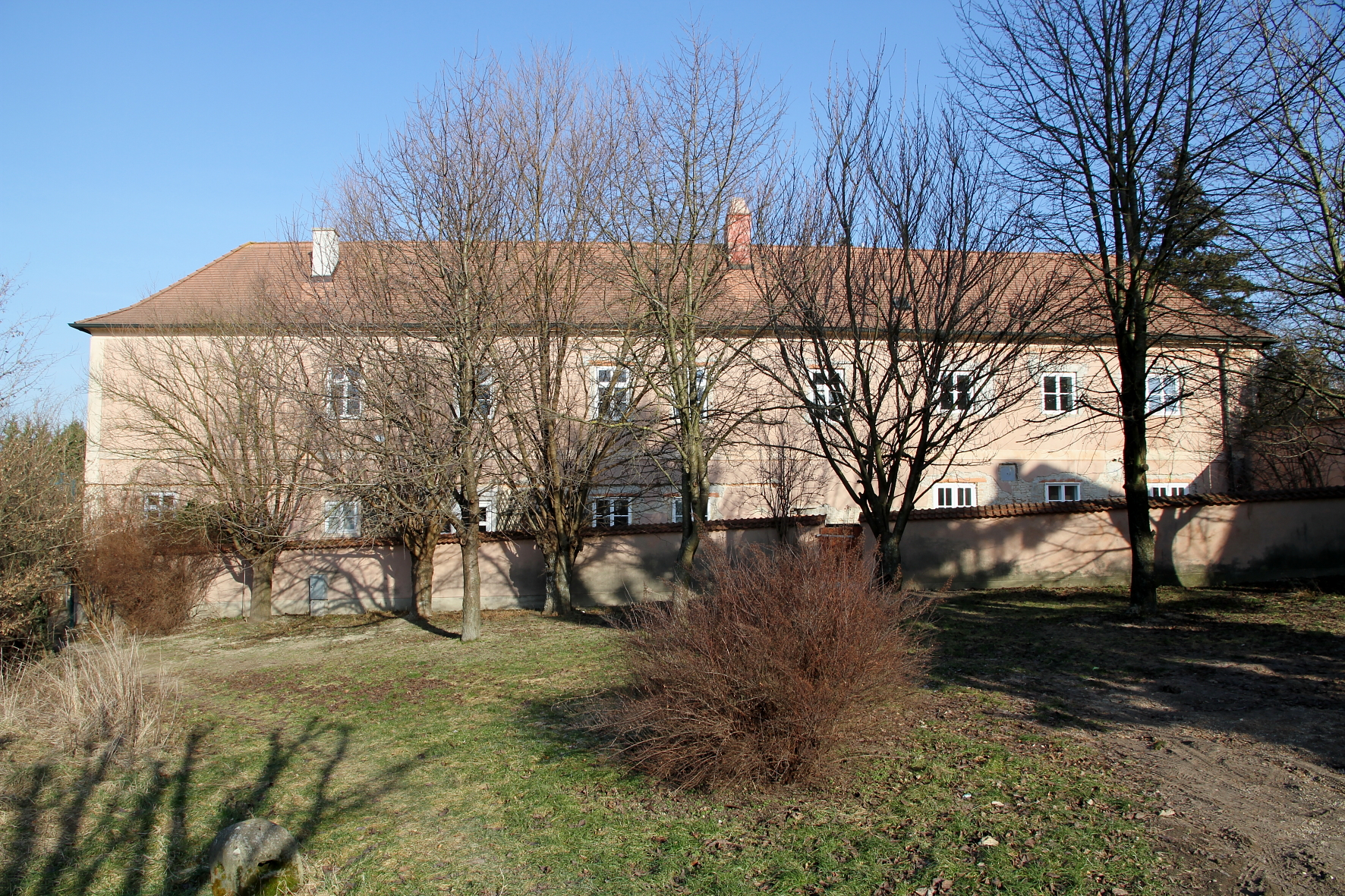
Zámek v Niederhollabrunnu
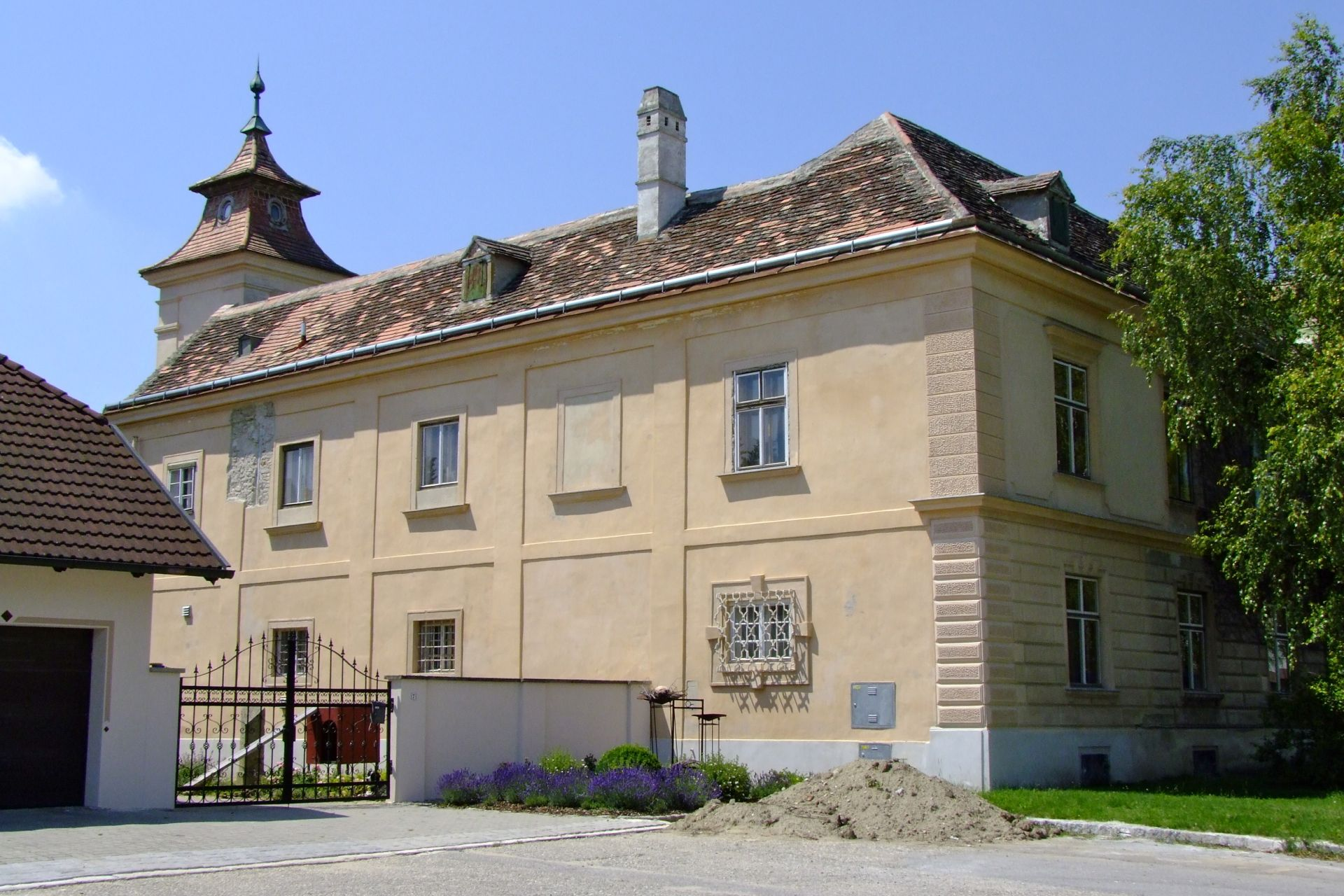
Zámek v Niederfellabrunnu
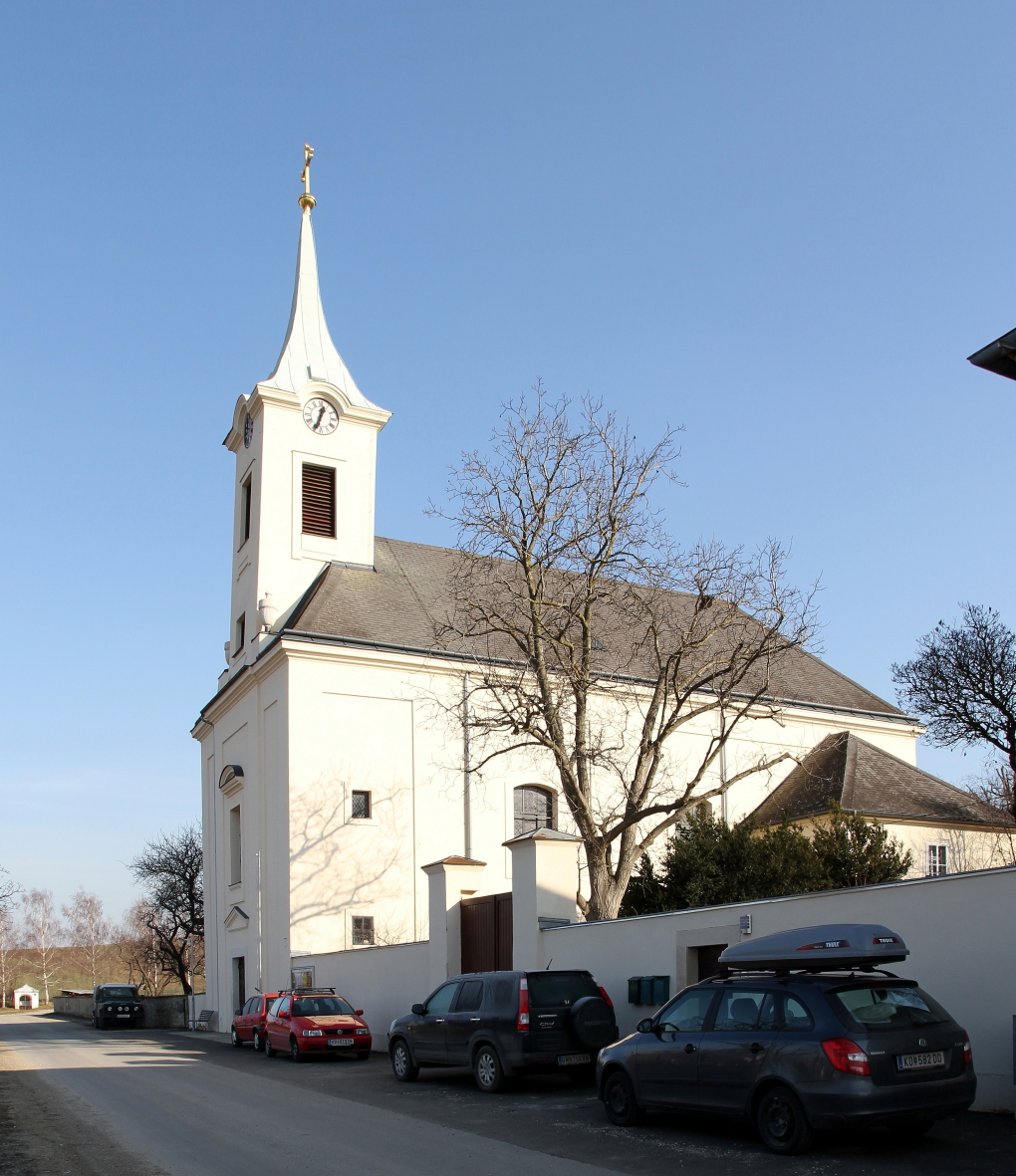
Kostel sv. Michaela v Haselbachu
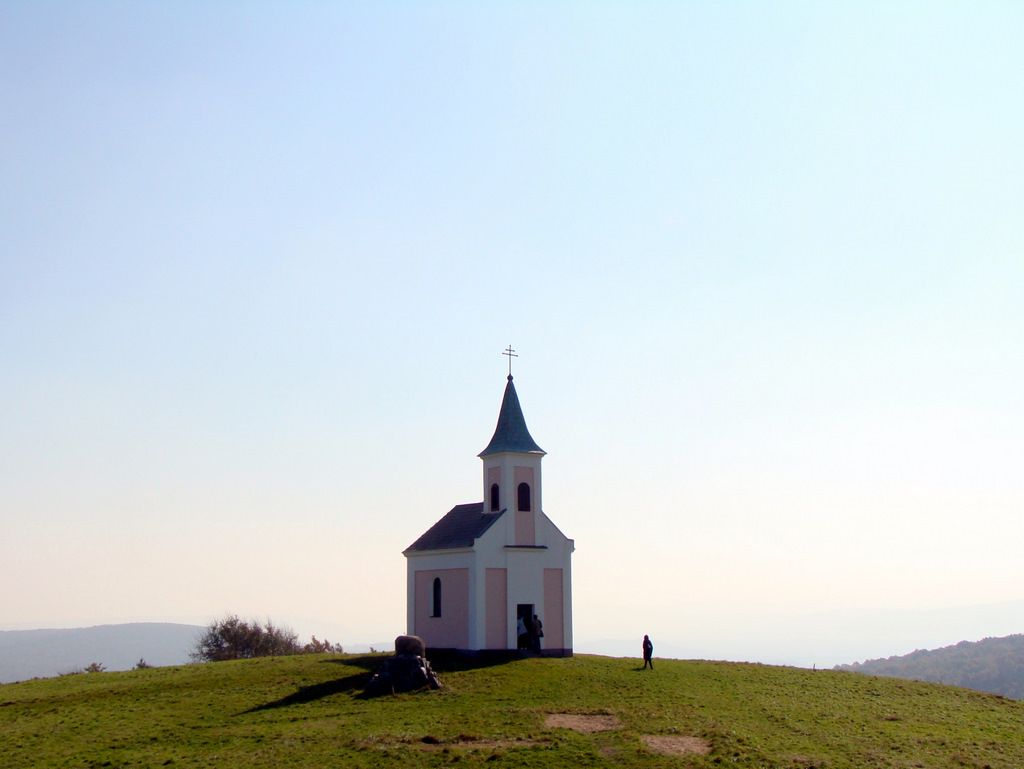
Kaple na Michelbergu
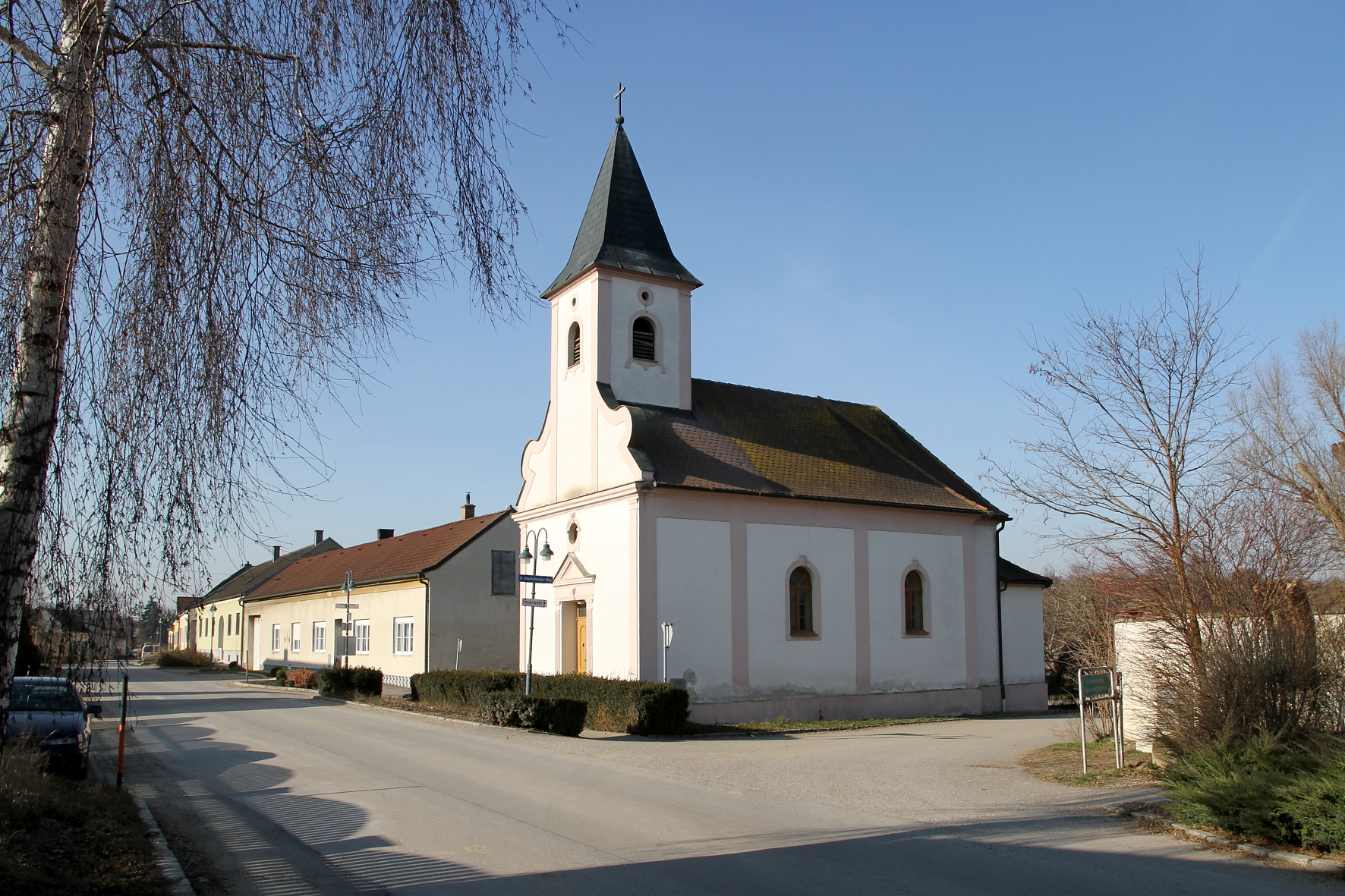
Streitdorf